# 欧洲中世纪前期服饰
欧洲中世纪前期服饰通常指公元400年到1100年左右的服饰。羅馬帝國衰落后地中海沿岸社会生产力水平下滑。但在这一时期各日耳曼民族走上历史舞台。相对地中海沿岸，中欧平原有寒冷多风的冬季，他们的服装大多更加紧实贴身。
在同一时期，拜占庭服飾延续着古罗马服饰的传统，并随着这一时期的社会生产和风俗渐渐改变。

## 形制
- Tibialia：覆盖从脚踝到膝盖的绑带。
- Hosis：伦巴底人穿的靴子。
- Tubrugos：套在靴子外边的羊毛套。
- Brache：日耳曼人穿的马裤。
- Maspillo：用于合上服装的纽扣，有时也作为一种装饰品。
- Crosna：一种毛皮或皮革斗篷.
- Cotta：宽袖长裙。
- Gonnella：华贵的收腰连衣裙。
- Guarnello：一种简单的棉或亚麻长袍，通常是白色的。
- Guarnacca：有宽大的下垂袖子的大衣，通常有毛皮衬里，一直到小腿。它被穿在裙子外面。
- Farsetto 或 zupello：一件棉被衣，用于覆盖胸部，可以有或没有袖子，穿在衬衫外面。主要由年轻人穿着。
- Scarabullos：13世纪的一种男性内裤。
- Calze solate：一种男袜，底部有防滑垫，可以替代鞋子。
- Traiuto：Fondo allungato sul dietro con la funzione di slanciare la figura.
- Paludella-badalago：12-13世纪女性服装中的罩衫，通常是长袍或连衣裙的外层衣物，用来保暖或遮风挡雨。这些罩衫可以是单色或花纹的，也可能有装饰、绣花或皮毛饰边。
- Guarnacca：一种大的、长的、无袖的大衣，有时有毛皮衬里，并配有兜帽，1250年左右开始流行[1]。